# Zavier Simpson
Zavier Marquis Simpson (Lima, Ohio; 11 de febrero de 1997) es un baloncestista estadounidense que pertenece a la plantilla del U-BT Cluj-Napoca de la Liga Națională rumana. Con 1,83 metros de estatura, juega en la posición de base.

## Trayectoria deportiva

### Universidad
Jugó cuatro temporadas con los Wolverines de la Universidad de Míchigan, en las que promedió 7,7 puntos, 4,6 asistencias, 3,3 rebotes y 1,1 robos de balón por partido. Fue incluido en sus dos últimas temporadas en el segundo mejor quinteto de la Big Ten Conference por la prensa especializada y los entrenadores. Además, en 2019 lo fue también en el mejor quinteto defensivo.

#### Estadísticas
|  | Líder de la División I de la NCAA |

| Año     | Equipo   | PJ  | PT | MPP  | %TC  | %3P  | %TL  | RPP | APP | ROB | TPP | PPP  |
| ------- | -------- | --- | -- | ---- | ---- | ---- | ---- | --- | --- | --- | --- | ---- |
| 2016–17 | Michigan | 38  | 0  | 8.7  | .372 | .263 | .710 | .6  | 1.0 | .5  | .1  | 1.6  |
| 2017–18 | Michigan | 41  | 29 | 26.5 | .467 | .286 | .516 | 3.2 | 3.7 | 1.3 | .0  | 7.3  |
| 2018–19 | Michigan | 37  | 37 | 33.8 | .434 | .308 | .667 | 5.0 | 6.6 | 1.4 | .1  | 8.8  |
| 2019–20 | Michigan | 30  | 30 | 33.7 | .476 | .360 | .574 | 4.5 | 7.9 | 1.0 | .1  | 12.9 |
| Total   | Total    | 146 | 96 | 25.2 | .455 | .314 | .590 | 3.3 | 4.6 | 1.1 | .1  | 7.3  |

### Profesional
El 16 de septiembre de 2020 firmó su primer contrato profesional, con el equipo alemán del Science City Jena de la Basketball Bundesliga. Pero dejó el equipo antes de comenzar la temporada.
Al poco, el 18 de noviembre, firmó como agente libre como Los Angeles Lakers. Pero el 13 de diciembre de 2020 fue cortado.
Finalmente, el 11 de enero de 2021, fue elegido por los Oklahoma City Blue en el puesto N.º 7 del draft de la NBA G League. En su primera temporada promedió 9,8 puntos, 6,1 asistencias y 4,3 rebotes en los quince partidos que disputó.
El 15 de octubre de 2021, Simpson firmó con los Oklahoma City Thunder, pero fue despedido el mismo día. Tras disputar la temporada con los Blue, donde promedió 12,7 puntos, 4,6 rebotes y 6,2 asistencias en 30,3 minutos por partido, el 5 de abril firmaría nuevamente con los Thunder hasta final de temporada, debutando esa misma noche ante Portland Trail Blazers y anotando 10 puntos. Disputó cuatro encuentros con el primer equipo antes que terminase su contrato.
En julio de 2022, se unió a los Orlando Magic para disputar la NBA Summer League, y luego la pretemporada, pero fue cortado el 8 de octubre. El 3 de noviembre se hizo oficial su inclusión en la plantilla de los Lakeland Magic, de cara a la nueva temporada de la G League.
El 3 de abril de 2023, firma por los Grises de Humacao de la Baloncesto Superior Nacional de Puerto Rico, pero fue cortado el 25 de abril.
El 27 de julio de 2023 firma por una temporada con los Detroit Pistons. Fue despedido el 21 de octubre, sin haber comenzado la temporada.  Nueve días después se incorporó al Motor City Cruise.
El 26 de julio de 2024 firmó con el U-BT Cluj-Napoca de la Liga Națională rumana.

## Estadísticas de su carrera en la NBA

### Temporada regular
| Año     | Equipo        | PJ | PT | MPP  | %TC  | %3P  | %TL   | RPP | APP | ROB | TPP | PPP  |
| ------- | ------------- | -- | -- | ---- | ---- | ---- | ----- | --- | --- | --- | --- | ---- |
| 2022-23 | Oklahoma City | 4  | 4  | 43.5 | .365 | .125 | 1.000 | 5.3 | 7.5 | 1.3 | 1.0 | 11.0 |
| 2023-24 | Memphis       | 7  | 0  | 23.1 | .315 | .294 | .750  | 2.9 | 3.6 | 1.0 | .4  | 6.0  |
| Total   | Total         | 11 | 4  | 30.5 | .340 | .240 | .889  | 3.7 | 5.0 | 1.1 | .6  | 7.8  |